# (24712) Boltzmann
(24712) Boltzmann est un astéroïde de la ceinture principale.

## Description
(24712) Boltzmann est un astéroïde de la ceinture principale d'astéroïdes. Il fut découvert le 12 septembre 1991 à Tautenburg par Freimut Börngen et Lutz Dieter Schmadel. Il présente une orbite caractérisée par un demi-grand axe de 2,34 UA, une excentricité de 0,24 et une inclinaison de 4,9° par rapport à l'écliptique.

## Compléments